# Frédéric Damé
Frédéric Damé (* 29. März 1849 in Tonnerre; † 1907 in Bukarest) war ein französisch-rumänischer Rumänist, Historiker, Grammatiker und Lexikograf.

## Leben
Damé war der Sohn eines Rechtsanwalts. In Paris gab er in den Jahren 1868 bis 1870 literarische Zeitschriften heraus und nahm journalistisch am Geistesleben teil. Lautréamont nannte ihn unter den zwölf Widmungsadressaten seiner Poésies.
Damés Schwester war mit einem rumänischen Anwalt verheiratet, und zu seinen Bekannten zählte schon in der Pariser Zeit der Rumäne Bonifaciu Florescu (1848–1899).
1872 wanderte Damé nach Rumänien aus, wurde zweisprachig und betätigte sich im Umkreis von Ulysse de Marsillac (1821–1877), Nicolae Ionescu (1820–1905), Ion Luca Caragiale und Bogdan Petriceicu Hasdeu als Journalist und Französischlehrer. Er war Mitbegründer der Zeitung L'Indépendance roumaine und von 1884 bis 1886 ihr Chefredakteur. Damé schuf ein bedeutendes rumänisch-französisches Wörterbuch mit 40 000 Einträgen. Er erlangte die rumänische Staatsbürgerschaft.

## Werke

### Lexikografie und Grammatikografie
- Nouveau dictionnaire roumain-français. Introduction, Bukarest 1876 (XXXII Seiten)
- Nouveau dictionnaire roumain-français, 5 Bde., Bukarest 1893–1900 (415+297+352+264+106 Seiten); 2. Auflage, 2 Bde., Bukarest 1905–1906
- Încercare de terminologie poporană română, Bukarest 1898 (Studien zur rumänischen bäuerlichen Terminologie).
- Grammaire roumaine. Avec exercices, morceaux choisis et dialogues, Bukarest 1898, 1920
- Nouveau dictionnaire français-roumain. Vocabulaire français complet, enrichi de nombreux exemples, noms propres, gégraphie, pluriel des noms composés, forme du féminin pour les adjectifs, Bukarest 1900 (498 Seiten)

### Weitere Werke
- La Résistance. Les maires, les députés de Paris, et le Comité Central, du 18 au 26 mars, avec pièces officielles et documents inédits, Paris 1871
- (mit Nicolae Densusianu) L'élément latin en Orient. Les Roumains du Sud, Macédoine, Thessalie, Epire, Thrace, Albanie avec une carte ethnographique, Paris/Bukarest 1877
- L'état roumain et la paix de l'orient. Neutralisation de la Roumanie. Essai d'histoire politique, Bukarest 1877
- Histoire de la Roumanie contemporaine depuis l'avènement des princes indigènes jusqu'à nos jours (1822-1900), Paris 1900
- (Hrsg.) Tout ce qu'il faut savoir en astronomie et géologie, géographie et histoire, histoire des religions, philosophie et morale. Nouvelle encyclopédie, Paris 1900, 1907, 1910
- Bucarest en 1906, Bukarest 1907 (rumänisch: Bucureștiul în 1906, hrsg. von Adrian Majuru, Pitești  2007)